# Ronde van Luik
De Ronde van Luik (Frans: Tour de Liège) is een meerdaagse wielerwedstrijd voor elite met/zonder contract en beloften in de Belgische provincie Luik. De wedstrijd werd voor het eerst verreden in 1962. Bekende winnaars uit het verleden zijn onder meer Bjarne Riis, Aart Vierhouten, Koos Moerenhout, Stijn Devolder, Johan Vansummeren en Wout van Aert.

## Lijst van winnaars

### Meervoudige winnaars
| Overwinningen | Renner          | Landen    | Jaren       |
| ------------- | --------------- | --------- | ----------- |
| 2             | Dirk Meier      | Duitsland | 1987 + 1989 |
| 2             | Danny In 't Ven | België    | 1996 + 1999 |

### Overwinningen per land
| Overwinningen | Land                                                                                              |
| ------------- | ------------------------------------------------------------------------------------------------- |
| 30            | België                                                                                            |
| 13            | Nederland                                                                                         |
| 5             | Duitsland                                                                                         |
| 2             | Denemarken                                                                                        |
| 1             | Bulgarije, Frankrijk, Litouwen, Nieuw-Zeeland, Tsjechië, Verenigd Koninkrijk, Zweden, Zwitserland |